# Pygméernas skog
Pygméernas skog (El bosco de los pigmeos) är den tredje i trilogin av ungdomsböcker om Alexander och Nadia
skrivna av Isabel Allende. Den publicerades på svenska år 2004. De tidigare böckerna i serien heter Odjurens stad och Den gyllene drakens rike.